# Myrddin Fardd
John Jones (1836-27 de julio de 1921), conocido por su pseudónimo Myrddin Fardd, fue un escritor y anticuario galés. Nació en Tan-y-Ffordd, en el pueblo de Mynytho, Llangian, Caernarfonshire. Se dedicó a la traducción y a la recopilación de folclor.
Jones fue hijo de John y Ann Owen. Tuvo un hermano mayor llamado Owain, que escribió para publicaciones tales como Y Brython y Golud yr Oes. Recibió una educación primaria en la escuela de Foel-gron en Mynytho, tras lo cual fue a Llanystumdwy para ser aprendiz de herrero. Ejerció esta profesión la mayor parte de su vida, estableciendo su forja en Chwilog, pero en 1861 empezó a competir en eisteddfodau, tanto como poeta como escritor de prosa. En 1858 publicó su primer libro, Golygawd o Ben Carreg yr Imbill, Gerllaw Pwllheli.
A la muerte de Owain, recayó en John la responsabilidad de continuar con sus investigaciones. Estudió registros parroquiales y de cementerios a través de Gales, y coleccionó manuscritos y cartas antiguas, la mayor parte de las cuales actualmente pueden encontrarse en las colecciones de la Biblioteca Nacional de Gales. Gran parte del folclor que registró proviene de entrevistas.
Llên Gwerin Sir Gaernarfon (Caernarfonshire Folklore) (1908) es considerada la mejor de sus obras. Consiste de cuentos populares del condado histórico de Caernarfonshire (actualmente, la parte oeste de Conwy y el norte de Gwynedd), recolectados de fuentes diversas y resumidos con sus propios comentarios y explicaciones. Sin embargo, investigadores más tardíos como T. Gwynn Jones y Georges Dumézil consideran que fue negligente en algunas partes de la investigación.

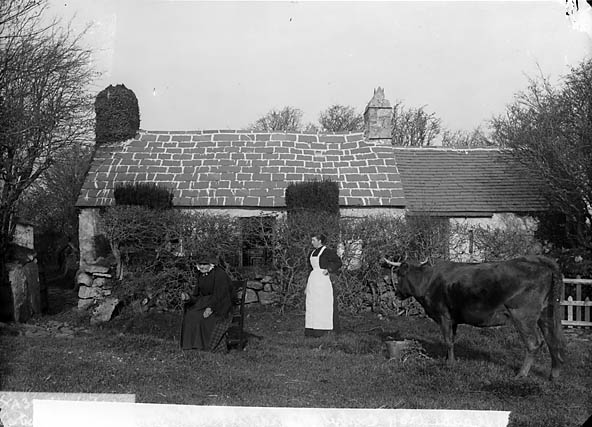
Madre y casa de John Jones (Myrddin Fardd), Llanbedrog, c.1885

## Obras
- Golygawd o Ben Carreg yr Imbill, Gerllaw Pwllheli (1858)
- Adgof Uwch Anghof (1883)
- Gleanings from God's Acre (1903)
- Cynfeirdd Lleyn (1905),
- Gwerin-Eiriau Sir Gaernarfon (1907)
- Llên Gwerin Sir Gaernarfon (1908)
- Enwogion Sir Gaernarfon (1922)